# 데스티니 차일드
《데스티니 차일드》(Destiny Child)는 넥스트플로어와 시프트업(SHIFTUP)이 제작하고 넥스트플로어가 배급하는 모바일 게임이다. 2023년 9월 21일 서비스 종료를 결정하였다.